# Rolbing
Rolbing là một xã trong vùng Grand Est, thuộc tỉnh Moselle, quận Sarreguemines, tổng Volmunster. Tọa độ địa lý của xã là 49° 10' vĩ độ bắc, 07° 26' kinh độ đông. Rolbing nằm trên độ cao trung bình là 300 mét trên mực nước biển, có điểm thấp nhất là 247 mét và điểm cao nhất là 348 mét. Xã có diện tích 5,97 km², dân số vào thời điểm 1999 là 250 người; mật độ dân số là 41 người/km².

## Thông tin nhân khẩu
| 1962 | 1968 | 1975 | 1982 | 1990 | 1999 |
| ---- | ---- | ---- | ---- | ---- | ---- |
| 334  | 356  | 330  | 295  | 264  | 250  |